# 構造主義的映画理論
構造主義的映画理論（英語: structuralist film theory）は、映像言語への記号論の応用という側面をもった映画理論であり、映画がコードや慣習を介して「意味 meaning」を伝達する仕方に焦点を当てる点に特徴がある。この場合、コードや慣習が意味を伝達する仕方は、言語がコミュニケーションにおいて「意味」を構築する仕方と、それほど異なるものではない。
このことの一例は、諸ショットの単純な結合がいかに付加観念をつくりだすことができるかを理解することである。つまりたとえば、ある人物の顔の上の表現の空白があり、つぎにチェリーをトッピングしたチョコレート・ファッジ・ケーキを味わう断片、そして、その人物の顔にもどる。このシークェンスには、文字通りには、飢えあるいは欲望を表現するものはなにもないが、映像の並置が「意味」を観客に伝えるのである。
この付加された意味のラヴェルを剥がすことは、まったく複雑なことになってしまう。照明、カメラアングル、ショットの長さ、並置、文化的文脈、そしてほかの要素の広い配列は、「意味」のシークゥエンスを積極的に補強するか徐々に蝕んでしまうのだ。

## 関連事項
- 構造主義（structuralism）
- クリスチャン・メッツ（Christian Metz）
- 記号論的文学批評 （semiotic literary criticism）
- meaning (semiotics)
- code (semiotics)
- クレショフ実験 （Kuleshov Experiment） - 「差異化するインパクトをともなった多数のショットの前述の現象についてのもっと多くの情報のために」